# Flirtisha Harris
Flirtisha Harris (* 21. Februar 1972 in Prince Frederick, Maryland) ist eine ehemalige US-amerikanische Sprinterin.
1993 siegte sie bei der Universiade über 200 Meter.
1995 holte sie bei den Hallenweltmeisterschaften in Barcelona mit dem US-Team Bronze in der 4-mal-400-Meter-Staffel. Bei den Panamerikanischen Spielen in Mar del Plata gewann sie Bronze über 400 Meter, Silber mit der US-amerikanischen 4-mal-400-Meter-Stafette und Gold in der 4-mal-100-Meter-Staffel.
Für die Seton Hall University startend wurde sie 1994 NCAA-Meisterin und NCAA-Hallenmeisterin über 400 Meter.

## Persönliche Bestzeiten
- 100 m: 11,30 s, 4. Juni 1999, Houston
- 200 m: 22,73 s, 9. Mai 1998, Memphis
  - Halle: 23,11 s, 11. März 1994, Indianapolis
- 400 m: 51,65 s, 4. Juni 1994, Boise
  - Halle: 52,11 s, 12. März 1994, Indianapolis